# Erik de Kruijk
Erik de Kruijk (Ameide, 12 februari 1985) is een Nederlands voormalig voetballer die voor Willem II in de eredivisie speelde.
De Kruijk werd door Willem II opgenomen in de jeugdopleiding toen het hem opmerkte spelend bij Vv Ameide. Zijn dienstverband voor de Tilburgse hoofdmacht bleef beperkt tot twaalf wedstrijden in 2003/04, waarna hij zich bij VV Heerjansdam terug in het amateurvoetbal begaf. Vandaar haalde Hans Kraay jr. hem een jaar later naar FC Lienden.
Met FC Lienden schakelde De Kruijk onder meer Vitesse uit in de KNVB beker 2008/09, in een wedstrijd waarin hij uit een vrije trap de enige goal maakte. Een ronde eerder maakte hij het winnende doelpunt uit bij VV Sparta Nijkerk (1-2).
Vanaf het seizoen 2011/12 was hij te zien in het shirt van BVV Barendrecht. Echter, na 1 seizoen bij BVV Barendrecht houdt hij het voor gezien en vertrekt naar JVC Cuijk, dat dan onder leiding staat van zijn voormalig trainer Hans Kraay jr. Ook hier neemt Erik na één seizoen alweer afscheid, hij maakt de overstap naar SteDoCo uit Hoornaar, op dat moment spelend in de Zaterdag Hoofdklasse A. In Hoornaar wordt hij herenigd met zijn dorpsgenoten neef Roel de Kruijk, Sam Versluis en vriend en collega Ruud de Groot. In het seizoen 2014/2015 promoveert hij met SteDoCo naar de Topklasse door kampioen te worden in de Zaterdag Hoofdklasse A.